# Efulensia
Efulensia é um género botânico pertencente à família Passifloraceae.